# Cerro Pizarro
El Cerro Pizarro es un volcán cónico ubicado en México, específicamente en el municipio de Tepeyahualco, al este del estado de Puebla. Cuenta con una elevación de 3080 metros sobre el nivel del mar.

## Ubicación

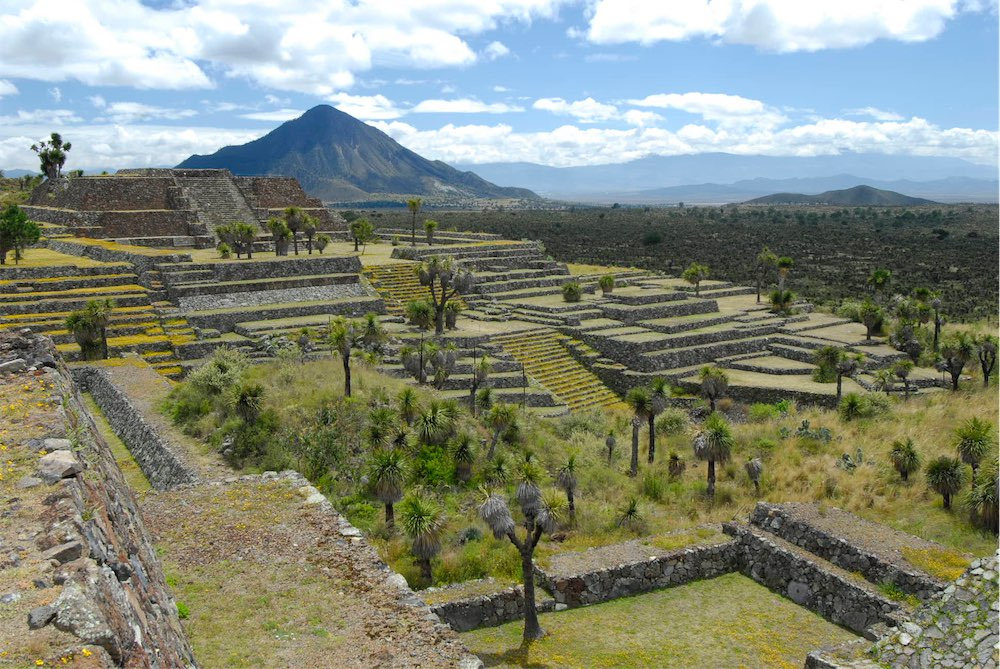
El Pizarro desde la zona arqueológica de Cantona

El Pizarro se encuentra en los Llanos de San Juan, una cuenca endorreica de clima templado-semiárido del Eje Neovolcánico. Se localiza cerca de los poblados de San Nicolás Pizarro y Guadalupe Sarabia, e inmediatamente adyacente a la Carretera Federal 140D (Amozoc-Xalapa), que bordea al Pizarro por el norte. Pocos kilómetros al oeste, norte y este se encuentran las estribaciones del derrame volcánico conocido como Los Humeros, un malpaís donde, en el Período Epiclásico mesoamericano, floreció la cultura asociada al sitio arqueológico de Cantona. Al sur se localiza la laguna El Salado, que es, junto con la laguna de Totolcingo, uno de los dos grandes lagos salados intermitentes de la cuenca de Serdán-Oriental.

## Historia eruptiva
El cerro Pizarro es un volcán riolítico; no obstante, al contrario de otros volcanes similares, su formación no se debe a un único evento eruptivo, sino que se trata más bien de un volcán poligenético con ciertas características de estratovolcán. Su origen se ha datado en unos 220 mil años, con tres eventos eruptivos en relativamente rápida sucesión, alternados con hiatos de duración indefinida. Un cuarto período eruptivo tuvo lugar hace 65 ± 10 milenios, que dio origen al domo actual.

## Clima y biodiversidad
La ubicación del valle de Serdán-Oriental, a la sombra orográfica de la Sierra Madre Oriental, limita la pluviosidad: En el Pizarro se queda apenas corta de 500 mm, concentrados mayormente en verano. La temperatura media anual es de 14 °C. El ecosistema dominante en las laderas del cerro Pizarro es el del matorral xerófilo, que en las zonas más altas da paso a un bosque mixto.
Algunas de las especies de plantas encontradas en el Pizarro son, en el estrato arbóreo: Pinus cembroides (pino piñonero), Pinus pseudostrobus (pino lacio), Juniperus deppeana (táscate), Quercus microphylla (encino enano), Nolina parviflora (soyate), Buddleja cordata (tepozán), Arbutus xalapensis (madroño); en el estrato arbustivo: Ceanothus caeruleus (chaquira), Arctostaphylos pungens (pingüica), Malacomeles denticulata (tlaxistle), Baccharis conferta (escobilla), Salvia microphylla (mirto chico), Dasylirion sp. (sotol), Agave spp. (magueyes); en el estrato herbáceo, Echeveria subalpina (conchita), Mammillaria haageana, M. discolor y M. magnimamma (biznagas). En cuanto a la fauna, tienen presencia el conejo (Sylvilagus sp.), el coyote (Canis latrans), el tlacuache (Didelphis sp.), la zorra gris (Urocyon cinereoargenteus), así como diversas aves rapaces y reptiles.

## Montañismo
El Pizarro es un destino medianamente popular para realizar montañismo. La excursión supone no más de medio día, con alrededor de 650 m de desnivel sobre unos 6 km de recorrido. Se puede partir de los poblados adyacentes, tomando caminos que se vuelven veredas al acercarse al domo. Desde la cima, se tiene una vista panorámica del valle de Oriental y de las altas montañas cercanas.